# Мартіна Брочард
Мартіна Брочард (фр. Annie Martine Brochard; нар. 2 квітня 1944, Неї-сюр-Сен, Франція) — французька актриса та письменниця.

## Біографія

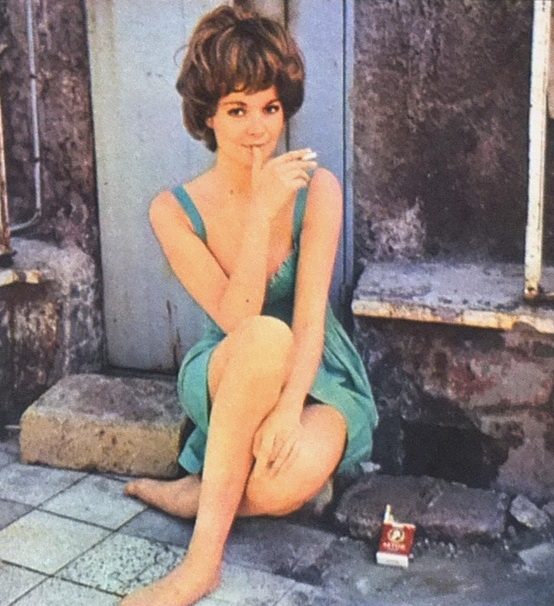
Мартіна Брочард. Рим, 1970 р.

У Франції Мартін Брошар займалася танцями, джазом і театром. Дуже молодою стала працювати на телебаченні та в театрі. Дебютувала у фільмі 1968 року «Вкрадені поцілунки» Франсуа Трюффо.
Після кількох коротких появ на французьких екранах вона переїхала в Італію в 1970 році, приваблена бумом місцевої кіноіндустрії, щоб стати виконавицею багатьох фільмів, у тому числі найвідомішого: «Паралельні шрифти» Серхіо Мартіно, «Гувернантка» Джованні Грімальді і «Спіраль туману» Еріпрандо Вісконті.
Також вона записала кілька дисків і брала участь у численних телевізійних шоу.
У 1995 та 1999 роках вона випустила дві збірки оповідань для дітей «Синя курка та інші казки» (італ. La gallina blu e altri racconti) та «Вампір Сапфір та інші казки» (італ. Zaffiretto il vampiretto e altri racconti).

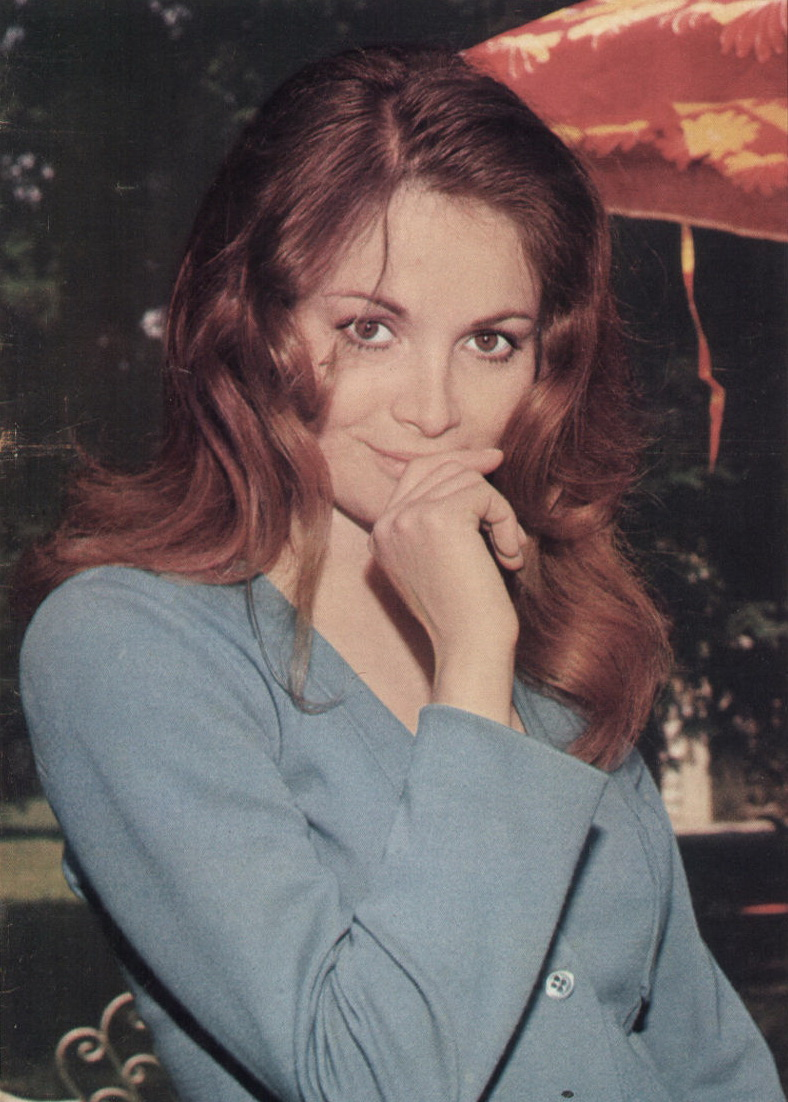
Мартіна Брочард на зйомках італійського телесеріалу «Четвер синьйори Джулії». Рим, 1970 р.

У 2003 році Мартіні поставили діагноз лейкемія, хвороба, від якої їй вдалося вилікуватися.

## Фільмографія
Фільми:
| Назва                                                                 | Рік  |
| --------------------------------------------------------------------- | ---- |
| Чи горить Париж? (фр. Paris brûle-t-il?)                              | 1966 |
| Вкрадені поцілунки (фр. Baisers volés)                                | 1968 |
| фр. Il Socrate                                                        | 1968 |
| фр. Béru et ces dames                                                 | 1968 |
| фр. La main noire                                                     | 1968 |
| фр. L'amour                                                           | 1970 |
| італ. Armiamoci e partite!                                            | 1971 |
| італ. No il caso è felicemente risolto                                | 1973 |
| Історія усамітненої монахині (італ. Storia di una monaca di clausura) | 1973 |
| італ. Le monache di Sant'Arcangelo                                    | 1973 |
| італ. Milano trema: la polizia vuole giustizia                        | 1973 |
| італ. La ragazza fuoristrada                                          | 1973 |
| італ. Prigione di donne                                               | 1974 |
| італ. Il domestico                                                    | 1974 |
| італ. La nottata                                                      | 1974 |
| Гувернантка (італ. La governante)                                     | 1974 |
| Дивись в обидва (італ. Gatti rossi in un labirinto di vetro)          | 1975 |
| італ. Fango bollente                                                  | 1975 |
| італ. Il fidanzamento                                                 | 1975 |
| італ. Una donna alla finestra                                         | 1976 |
| італ. C'è una spia nel mio letto                                      | 1976 |
| італ. Frou Frou del tabarin                                           | 1976 |
| італ. Il solco di pesca                                               | 1976 |
| італ. Quel movimento che mi piace tanto                               | 1976 |
| італ. Mannaja                                                         | 1977 |
| Спіраль туману (італ. Una spirale di nebbia)                          | 1978 |
| У моїй кімнаті (італ. In camera mia)                                  | 1978 |
| італ. Stringimi forte papà                                            | 1978 |
| італ. Il medium                                                       | 1980 |
| італ. Murder Obsession                                                | 1981 |
| італ. Notturno con grida                                              | 1981 |
| італ. I miei primi 40 anni                                            | 1982 |
| італ. La stanza delle parole                                          | 1990 |
| Паприка (італ. Paprika)                                               | 1991 |
| італ. L'orso di peluche                                               | 1994 |
| Підглядач (італ. L' Uomo Che Guarda)                                  | 1994 |
| італ. La donna del delitto                                            | 2000 |
| італ. Sfiorarsi                                                       | 2006 |
| італ. Una sconfinata giovinezza                                       | 2010 |
| італ. Colpi di fulmine                                                | 2012 |